# 佩文西
佩文西（英語：Pevensey），英國英格兰东南區域東薩塞克斯郡伊斯特本市附近的一个村和民政教区，人口2275人（1991年统计）。该地以罗马帝国时期所筑的佩文西城堡而著名。1066年，征服者威廉率军在此登陆，开始诺曼征服。